# ランゲラン島
座標: 北緯54度56分0秒 東経10度47分0秒 / 北緯54.93333度 東経10.78333度
ランゲラン島（デンマーク語: Langeland）はデンマークの島。バルト海西端・キール湾の北部にある。フュン島の南東に位置し、フュン島からはトーシンエ島を経て橋で結ばれている。
南北に細長い島であり、面積は285km2、2006年時点の人口は13,881人。海峡を挟んで東隣のロラン島とはフェリーで結ばれている。行政面では南デンマーク地域に属し、主要な町は西岸にあるルッドクビン（Rudkøbing）。
ランゲラン島の西側にあるトーシンエ島、ランゲラン島とエーア島に囲まれた海域および周辺の島々、塩性湿地、ヨシ原などはサンカノゴイ、ハマシギ、ソリハシセイタカシギ、コブハクチョウ、オオハクチョウなどの水鳥の生息地であり、1977年にラムサール条約登録地となった。